# Lípa nad Orlicí
Lípa nad Orlicí là một làng thuộc huyện Rychnov nad Kněžnou, vùng Královéhradecký, Cộng hòa Séc.